# Cokto-Changił
Cokto-Changił (ros. Цокто-Хангил) – wieś w Rosji, w Kraju Zabajkalskim, w rejonie agińskim. W 2010 liczyła 1296 mieszkańców.

## Urodzeni
- Arsałan Budażapow - zapaśnik.